# Monorhizina filicina
Monorhizina filicina är en svampart som först beskrevs av Berk. & Broome, och fick sitt nu gällande namn av Theiss. & Syd. 1915. Monorhizina filicina ingår i släktet Monorhizina och familjen Microthyriaceae.   Inga underarter finns listade i Catalogue of Life.